# Samuel Foote
Samuel Foote (Truro, 27 gennaio 1720 – Dover, 21 ottobre 1777) è stato un attore teatrale, drammaturgo e impresario teatrale britannico.
Deve la sua notorietà alla impronta satirica che diede ai suoi lavori diventando anche temuto dai personaggi politici suoi contemporanei.

## Biografia
Foote fu educato al Worcester College di Oxford, ma non ottenne mai la laurea. Ha un periodo difficile della sua giovinezza che lo porta anche a dissipare una eredità ricevuta, ed è in questo periodo che decide, spinto anche dal bisogno, a dedicarsi alla recitazione (1744). Fu un inizio travagliato e non sempre coronato dal successo, ma già fin dagli albori si poteva già ammirare la sua bravura come imitatore.
Nel 1747 scrisse e pubblicò The Diversions of the Morning che era uno spettacolo teatrale costituito da una serie di farse con le quali egli ridicolizzava vari personaggi celebri. Sempre nel 1747 prese in gestione il Little Theatre in the Hay-Market, ruolo di gestore che mantenne fino al 1776. Ed è in questa veste che dimostra la sua bravura anche dietro le quinte, evita accuratamente i contrasti con la censura, trovando ogni volta situazioni diverse ed originali, diventa sperimentatore, prima di manager è quindi attore nella vita, comico tutti i giorni prima di esserlo sul palco.
Foote era molto abile (ed ironico) anche nelle disgrazie: nel 1766 cadde da cavallo provocando una rottura alla gamba tale che, in seguito, deve essere amputata. Ma questa che per chiunque è una disgrazia trova Foote preparato e pronto a trarne ogni vantaggio possibile. La sua menomazione fu utilizzata nei fortunati pezzi satirici The Devil Upon Two Sticks e The Lame Lover, ma inoltre Foote poté avere una licenza estiva (per di più permanente) per il Little Theatre concessa dal Duca di York, il responsabile dell'accaduto.
Ma chi si scaglia contro i potenti alla fine ne deve patire le conseguenze: Elizabeth Chudleigh, Duchessa di Kingston, ridicolizzata nelle satire A Trip to Calais e The Capuchin, riuscì a censurarlo definitivamente nel 1776.

## Opere teatrali
| Titolo                                                                                            | Anno debutto | Luogo         | anno di pubblicazione |
| ------------------------------------------------------------------------------------------------- | ------------ | ------------- | --------------------- |
| The Diversions of the Morning or, A Dish of Chocolate (revised as A Cup of Tea)                   | 1747         | Haymarket     | ----                  |
| An Auction of Pictures                                                                            | 1748         | Haymarket     | ----                  |
| The Knights                                                                                       | 1748         | Drury Lane    | 1754                  |
| Taste                                                                                             | 1752         | Drury Lane    | 1752                  |
| An Englishman in Paris                                                                            | 1753         | Covent Garden | 1753                  |
| A Writ of Inquiry on the Inquisitor General                                                       | 1754         | Haymarket     | ----                  |
| The Englishman Returned from Paris                                                                | 1753         | Covent Garden | 1753                  |
| The Green-Room Squabble or a Battle Royal between the Queen of Babylon and the Daughter of Darius | 1756         |               | Andata perduta        |
| The Author                                                                                        | 1757         | Drury Lane    | 1757                  |
| The Minor                                                                                         | 1760         | Haymarket     | 1760                  |
| Tragedy a la Mode (alternative act 2 for Diversions)                                              | 1760         | Drury Lane    | 1795 (postuma)        |
| The Lyar                                                                                          | 1762         | Covent Garden | 1764                  |
| The Orators                                                                                       | 1762         | Haymarket     | 1762                  |
| The Mayor of Garrett                                                                              | 1763         | Haymarket     | 1764                  |
| The Trial of Samuel Foote, Esq. for a Libel on Peter Paragraph                                    | 1763         | Haymarket     | 1795 (postuma)        |
| The Patron                                                                                        | 1764         | Haymarket     | 1764                  |
| The Commissary                                                                                    | 1765         | Haymarket     | 1765                  |
| The Devil on Two Sticks                                                                           | 1768         | Haymarket     | 1778                  |
| The Lame Lover                                                                                    | 1770         | Haymarket     | 1771                  |
| The Maid of Bath                                                                                  | 1771         | Haymarket     | 1771                  |
| The Nabob                                                                                         | 1772         | Haymarket     | 1778                  |
| Piety in Pattens                                                                                  | 1773         | Haymarket     | 1973 (postuma)        |
| The Bankrupt                                                                                      | 1773         | Haymarket     | 1776                  |
| The Cozeners                                                                                      | 1774         | Haymarket     | 1776                  |
| A Trip to Calais (revised as The Capuchin)                                                        | 1776         | Haymarket     | 1778 (postuma)        |